# بيتر روجرز (رائد أعمال)
بيتر روجرز (بالإنجليزية: Peter Rogers)‏ هو رائد أعمال بريطاني، ولد في 29 ديسمبر 1947 في رغبي في المملكة المتحدة.